# Natężenie pola grawitacyjnego
Natężenie pola grawitacyjnego – wektorowa wielkość fizyczna charakteryzująca pole grawitacyjne. Równa jest sile, z jaką dane pole grawitacyjne działa na jednostkową masę. Inaczej mówiąc natężenie pola grawitacyjnego można obliczyć, dzieląc siłę grawitacyjną działającą na pewne ciało przez masę tego ciała
{\displaystyle {\vec {\gamma }}={\frac {\vec {F}}{m}},}
gdzie:
{\displaystyle m} – masa ciała,
{\displaystyle F} – siła działająca na ciało.
Natężenie pola grawitacyjnego wytwarzane przez punkt materialny opisuje wzór:
{\displaystyle {\vec {\gamma }}=-G{\frac {M}{r^{2}}}\cdot {\frac {\vec {r}}{r}},}
gdzie:
{\displaystyle r} – odległość od punktu materialnego,
{\displaystyle M} – punktowa masa,
{\displaystyle G} – stała grawitacyjna.
Wzór ten obowiązuje również, gdy ciało wytwarzające pole grawitacyjne jest jednorodną kulą lub sferą albo ma radialnie symetryczny rozkład gęstości – Ziemia i wszystkie większe ciała niebieskie w przybliżeniu spełniają ten warunek. Wówczas {\displaystyle r} we wzorze jest odległością od środka kuli. Wzór ten pozostaje prawdziwy na zewnątrz kuli, tzn. dla {\displaystyle r>R,} gdzie {\displaystyle R} jest promieniem kuli.
Jednostka natężenia pola grawitacyjnego
{\displaystyle \gamma =\left[\mathrm {\frac {N}{kg}} \right]=\left[\mathrm {\frac {m}{s^{2}}} \right].}
Natężenie pola grawitacyjnego w dowolnym punkcie tego jest zbliżone do przyspieszenia grawitacyjnego, ale na ogół nie jest mu dokładnie równe. Jest to spowodowane tym, że na przyspieszenie grawitacyjne ma wpływ również siła odśrodkowa związana z ruchem obrotowym ciała niebieskiego wokół własnej osi. Równość ta zachodzi tylko w przypadku nieobracającego się ciała, albo na biegunie geograficznym tego ciała (wówczas siła odśrodkowa zeruje się). Ponieważ dla większości planet i księżyców prędkość obrotów względem własnej osi nie jest duża, przy uproszczonych rachunkach pomija się wpływ siły odśrodkowej na przyspieszenie grawitacyjne. Na Ziemi przyspieszenie grawitacyjne nazywamy przyspieszeniem ziemskim. W warunkach ziemskich, jeżeli pominie się efekt związany z siłą odśrodkową, natężenie pola grawitacyjnego równe jest w przybliżeniu przyspieszeniu ziemskiemu
{\displaystyle g\approx \gamma =G{\frac {M_{Z}}{R_{Z}^{2}}},}
gdzie {\displaystyle M_{Z}} i {\displaystyle R_{Z}} oznaczają odpowiednio masę i promień Ziemi.